# 明徳王后
明徳王后洪氏（めいとくおうこう こうし）は、高麗の王妃、王太后。28代王・忠恵王、31代王・恭愍王の生母。

## 生涯
南陽府院君洪奎と夫人金氏の間に五女として出生。忠宣王の側室である順和院妃の妹だった。16歳の時に入宮し徳妃に封じられ、品行方正で礼法を遵守し忠粛王の寵愛を受けて忠恵王と恭愍王を儲けた。忠粛王が元の皇族である濮国長公主を正妃に迎えた後、洪氏は濮国公主の嫉妬を避けてしばらく出宮したことがあった。それでも王は洪氏と続けて往来し、これを口実に痴情争いに巻き込まれた濮国公主が忠粛王と激しく争い、その後遺症で死亡するという事件が起こった。このため、忠粛王は元の皇室より問責される危機に追い込まれたが、高麗朝廷が積極的に嘆願したおかげで事件はうやむやになった。
1330年、長男の忠恵王が即位したが、上王となった忠粛王は側近の讒言に乗せられ、洪氏を見州に移住させた。洪氏は6年後に開京に帰還し、忠恵王は徳慶府を設置して母后の面倒を見た。1343年に忠恵王が元へ押送されて退位すると、自分の次男として後日の恭愍王となる江陵府院大君が擁立されるように画策したが、元の圧力により孫の忠穆王が即位して失敗した。
1351年、ついに恭愍王が即位したことにより王太后となる。しかし、恭愍王の改革に難色を示し僧侶出身の辛旽と対立し、息子との関係が疎遠になった。1372年、崇敬王太后という尊号を受け、魯国公主との死別や辛旽の粛清後、彷徨していた恭愍王に直言を惜しまなかった。1374年、恭愍王が殺害されると、個人的に躊躇しながらも、侍中李仁任の推薦により恭愍王の庶子である王禑を擁立している。
1380年、83歳で薨逝。

## 家族
- 父：洪奎（1242年 - 1316年）
- 母：光州郡大夫人金氏（1258年 - 1339年）
- 夫：忠粛王
  - 長男：忠恵王
    - 嫁：徳寧公主
      - 孫：忠穆王

    - 嫁：禧妃尹氏
      - 孫：忠定王

  - 次男：恭愍王
    - 嫁：魯国公主

## 伝記資料
- 『高麗史』巻89・后妃伝巻2

## 登場作品
- 『辛旽 高麗中興の功臣』（2005年 MBC）演:オム・ユシン
- 『大風水』（2012年 SBS）演:キム・ジョン
- 『鄭道伝』（2014年 KBS）演:イ・ドッキ